# اسلام سری
اسلام سری (عربی: اسلام سرى؛ زادهٔ ۱۶ ژانویهٔ ۱۹۹۲) بازیکن فوتبال اهل مصر است.
از باشگاه‌هایی که در آن بازی کرده‌است می‌توان به باشگاه ورزشی الاهلی و باشگاه فوتبال پتروجت اشاره کرد.